# Быракан
Быракан (якут. Быракаан) — село в Верхневилюйском улусе Якутии России. Административный центр и единственный населённый пункт Быраканского наслега.
Население — 239 чел. (2021) .

## География
Село расположено на северо-западе региона, в пределах географической зоны таёжных лесов Вилюйского плато Среднесибирского плоскогорья, на озере Эбе. Расстояние до улусного центра — села Верхневилюйск — 90 км..
уличная сеть
- Переулки: 1-й пер., 2-й пер.
- Улицы, ул. им В. С. Павлова, ул. им Т. А. Васильева, ул. Материнской Славы

климат
В населённом пункте, как и во всем районе, климат резко континентальный, с продолжительным зимним и коротким летним периодами. Максимальная амплитуда средних температур самого холодного месяца — января и самого теплого — июля составляет 80-97°С. Суммарная продолжительность периода со снежным покровом 6-7 месяцев в год. Среднегодовая температура составляет 11,1°С.

## История
Согласно Закону Республики Саха (Якутия) от 30 ноября 2004 года N 173-З N 353-III село возглавило образованное муниципальное образование Быраканский наслег.

## Население
| 2002 | 2010 | 2012 | 2013 | 2014 | 2015 | 2016 | 2017 | 2018 | 2019 | 2020 |
| ---- | ---- | ---- | ---- | ---- | ---- | ---- | ---- | ---- | ---- | ---- |
| 265  | ↘254 | ↗256 | ↘254 | ↘248 | ↘241 | ↘234 | ↗237 | ↗245 | →245 | ↘243 |
| 2021 |      |      |      |      |      |      |      |      |      |      |
| ↘239 |      |      |      |      |      |      |      |      |      |      |

Национальный состав
Большинство жителей якуты.
Согласно результатам переписи 2002 года, в национальной структуре населения якуты составляли 92 % от общей численности населения в 265 чел..

## Инфраструктура
Дом культуры, неполная средняя общеобразовательная школа, учреждения здравоохранения и торговли. Животноводство (мясо-молочное скотоводство, мясное табунное коневодство) 

## Транспорт
Круглогодичное транспортное сообщение, раньше доступен только по зимнику.